# القصور (القيروان)
القُصُور قرية تقع بمعتمدية الشراردة بولاية القيروان من الوسط التونسي. ترقيمها البريدي هو 3116، وهي مركز عمادة.